# Serie A 2005–06
Serie A 2005–06 (được gọi là Serie A TIM vì lý do tài trợ) là mùa giải thứ 104 của giải bóng đá hàng đầu Ý, mùa giải thứ 74 trong một giải đấu vòng tròn tính điểm. Giải đấu bắt đầu vào ngày 28 tháng 8 năm 2005 và kết thúc vào ngày 14 tháng 5 năm 2006. Mặc dù Juventus ban đầu là đội đứng đầu, danh hiệu này đã bị đưa ra xét xử do liên quan đến vụ bê bối Calciopoli, và thay vào đó, Internazionale được Liên đoàn bóng đá Ý (FIGC) tuyên bố là nhà vô địch vào ngày 26 tháng 7 năm 2006, qua đó giành được danh hiệu lần đầu tiên sau 17 năm. 

## Thay đổi quy tắc
Trước mùa giải 2005–06, nếu hai hoặc nhiều đội bằng điểm nhau ở vị trí đầu bảng, chỉ một suất tham dự giải đấu châu Âu hoặc ở khu vực xuống hạng, thì các đội sẽ thi đấu các trận đấu để phá vỡ thế bế tắc sau khi mùa giải kết thúc để xác định đội nào sẽ vô địch, hoặc được trao một suất tham dự giải đấu châu Âu, hoặc được ở lại hoặc xuống hạng. Tuy nhiên, mùa giải 2005–06 chứng kiến sự ra đời của các luật mới. Nếu hai hoặc nhiều đội kết thúc mùa giải với cùng số điểm, thứ hạng sẽ được xác định theo thành tích đối đầu của họ. Nếu hai hoặc nhiều đội có cùng tổng số điểm và thành tích đối đầu thì hiệu số bàn thắng bại trở thành yếu tố quyết định.

## Các đội bóng

### Sân vận động
| Đội            | Thành phố       | Sân vận động                |
| -------------- | --------------- | --------------------------- |
| Ascoli         | Ascoli Piceno   | Cino e Lillo Del Duca       |
| Cagliari       | Cagliari        | Sant'Elia                   |
| Chievo         | Verona          | Marcantonio Bentegodi       |
| Empoli         | Empoli          | Carlo Castellani            |
| Fiorentina     | Florence        | Artemio Franchi             |
| Internazionale | Milan           | San Siro                    |
| Juventus       | Turin           | Delle Alpi                  |
| Lazio          | Roma            | Olimpico                    |
| Lecce          | Lecce           | Via del mare                |
| Livorno        | Livorno         | Armando Picchi              |
| Messina        | Messina         | San Filippo                 |
| Milan          | Milan           | San Siro                    |
| Palermo        | Parma           | Renzo Barbera               |
| Parma          | Palermo         | Ennio Tardini               |
| Reggina        | Reggio Calabria | Oreste Granillo             |
| Roma           | Roma            | Olimpico                    |
| Sampdoria      | Genoa           | Sân vận động Luigi Ferraris |
| Siena          | Siena           | Artemio Franchi             |
| Treviso        | Treviso         | Omobono Tenni               |
| Udinese        | Udine           | Friuli                      |

### Nhân sự và tài trợ
| Đội            | Huấn luyện viên trưởng | Nhà sản xuất trang phục | Nhà tài trợ áo đấu                                               |
| -------------- | ---------------------- | ----------------------- | ---------------------------------------------------------------- |
| Ascoli         | Marco Giampaolo        | Lotto                   | Gaudì Jeans/Cult Shoes, Carisap                                  |
| Cagliari       | Nedo Sonetti           | Asics                   | Terra Sarda, Sky                                                 |
| Chievo         | Giuseppe Pillon        | Lotto                   | Paluani/Cattolica Assicurazioni/Ferroli/Banca Popolare di Verona |
| Empoli         | Luigi Cagni            | Asics                   | Frutta, Computer Gross                                           |
| Fiorentina     | Cesare Prandelli       | Lotto                   | Toyota                                                           |
| Internazionale | Roberto Mancini        | Nike                    | Pirelli                                                          |
| Juventus       | Fabio Capello          | Nike                    | Tamoil                                                           |
| Lazio          | Delio Rossi            | Puma                    | INA Assitalia                                                    |
| Lecce          | Silvio Baldini         | Asics                   | Salento                                                          |
| Livorno        | Carlo Mazzone          | Asics                   | Banca Carige                                                     |
| Messina        | Giampiero Ventura      | Legea                   | Caffè Miscela D'Oro, Air Malta                                   |
| Milan          | Carlo Ancelotti        | Adidas                  | Opel Zafira                                                      |
| Palermo        | Giuseppe Papadopulo    | Lotto                   | Tỉnh Palermo/Mandi, Tỉnh Palermo                                 |
| Parma          | Mario Beretta          | Champion/Errea          | Fidenza Village/Tecnocasa                                        |
| Reggina        | Walter Mazzarri        | Onze                    | Gicos, Stocco&Stocco/Regione Calabria                            |
| Roma           | Luciano Spalletti      | Diadora                 | Acqua Fiuggi/Banca Italease                                      |
| Sampdoria      | Walter Novellino       | Kappa                   | Erg/LG Mobile (các trận UEFA)                                    |
| Siena          | Luigi De Canio         | Mass                    | Banca Monte dei Paschi di Siena, Quadrifoglio Vita               |
| Treviso        | Alberto Cavasin        | Lotto                   | Segafredo Zanetti, Tỉnh Treviso                                  |
| Udinese        | Serse Cosmi            | Lotto                   | Kia Motors                                                       |

## Bảng xếp hạng
| VT | Đội                | ST | T  | H  | B  | BT | BB | HS  | Đ  | Giành quyền tham dự hoặc xuống hạng       |
| -- | ------------------ | -- | -- | -- | -- | -- | -- | --- | -- | ----------------------------------------- |
| 1  | Internazionale (C) | 38 | 23 | 7  | 8  | 68 | 30 | +38 | 76 | Tham dự vòng bảng Champions League        |
| 2  | Roma               | 38 | 19 | 12 | 7  | 70 | 42 | +28 | 69 | Tham dự vòng bảng Champions League        |
| 3  | Milan              | 38 | 28 | 4  | 6  | 85 | 31 | +54 | 58 | Tham dự vòng loại thứ ba Champions League |
| 4  | Chievo             | 38 | 13 | 15 | 10 | 54 | 49 | +5  | 54 | Tham dự vòng loại thứ ba Champions League |
| 5  | Palermo            | 38 | 13 | 13 | 12 | 50 | 52 | −2  | 52 | Tham dự vòng đầu tiên UEFA Cup            |
| 6  | Livorno            | 38 | 12 | 13 | 13 | 37 | 44 | −7  | 49 | Tham dự vòng đầu tiên UEFA Cup            |
| 7  | Parma              | 38 | 12 | 9  | 17 | 46 | 60 | −14 | 45 | Tham dự vòng đầu tiên UEFA Cup            |
| 8  | Empoli             | 38 | 13 | 6  | 19 | 47 | 61 | −14 | 45 |                                           |
| 9  | Fiorentina         | 38 | 22 | 8  | 8  | 66 | 41 | +25 | 44 |                                           |
| 10 | Ascoli             | 38 | 9  | 16 | 13 | 43 | 53 | −10 | 43 |                                           |
| 11 | Udinese            | 38 | 11 | 10 | 17 | 40 | 54 | −14 | 43 |                                           |
| 12 | Sampdoria          | 38 | 10 | 11 | 17 | 47 | 51 | −4  | 41 |                                           |
| 13 | Reggina            | 38 | 11 | 8  | 19 | 39 | 65 | −26 | 41 |                                           |
| 14 | Cagliari           | 38 | 8  | 15 | 15 | 42 | 55 | −13 | 39 |                                           |
| 15 | Siena              | 38 | 9  | 12 | 17 | 42 | 60 | −18 | 39 |                                           |
| 16 | Lazio              | 38 | 16 | 14 | 8  | 57 | 47 | +10 | 32 |                                           |
| 17 | Messina            | 38 | 6  | 13 | 19 | 33 | 59 | −26 | 31 |                                           |
| 18 | Lecce (R)          | 38 | 7  | 8  | 23 | 30 | 57 | −27 | 29 | Xuống hạng Serie B                        |
| 19 | Treviso (R)        | 38 | 3  | 12 | 23 | 24 | 56 | −32 | 21 | Xuống hạng Serie B                        |
| 20 | Juventus (D, R)    | 38 | 27 | 10 | 1  | 71 | 24 | +47 | 91 | Xuống hạng Serie B                        |

1. 1 2 3  Milan, Fiorentina và Lazio bị trừ 30 điểm, tất cả đều vì liên quan đến Calciopoli.[2]
2. ↑  Parma đã giành quyền tham dự UEFA Cup 2006–07 vì Inter và Roma, hai đội vào chung kết Coppa Italia 2005–06, đã giành quyền tham dự UEFA Champions League 2006–07 và UEFA Cup 2006–07 thông qua vị trí trên bảng xếp hạng. Vị trí cuối cùng của Parma và Empoli được quyết định bằng thành tích đối đầu.
3. ↑  Messina đã được trở lại Serie A sau hình phạt của Juventus.
4. ↑  Juventus ban đầu là đội đứng đầu, nhưng bị xếp ở cuối bảng xếp hạng do vụ bê bối Calciopoli, khiến họ phải xuống Serie B. Danh hiệu sau đó được trao cho Internazionale, đội giành vị trí đầu tiên sau phiên tòa.[4][2]

## Kết quả
| Nhà \ Khách    | ASC | CAG | CHV | EMP | FIO | INT | JUV | LAZ | LCE | LIV | MES | MIL | PAL | PAR | REG | ROM | SAM | SIE | TRV | UDI |
| -------------- | --- | --- | --- | --- | --- | --- | --- | --- | --- | --- | --- | --- | --- | --- | --- | --- | --- | --- | --- | --- |
| Ascoli         |     | 2–2 | 2–2 | 3–1 | 0–2 | 1–2 | 1–3 | 1–4 | 2–0 | 0–0 | 1–0 | 1–1 | 1–1 | 3–1 | 1–1 | 3–2 | 2–1 | 1–1 | 1–0 | 1–1 |
| Cagliari       | 2–1 |     | 2–2 | 4–1 | 0–0 | 2–2 | 1–1 | 1–1 | 0–0 | 1–1 | 1–1 | 0–2 | 1–1 | 3–1 | 0–2 | 0–0 | 2–0 | 1–0 | 0–0 | 2–1 |
| Chievo         | 1–1 | 2–1 |     | 2–2 | 0–2 | 0–1 | 1–1 | 2–2 | 3–1 | 2–1 | 2–0 | 2–1 | 0–0 | 1–0 | 4–0 | 4–4 | 1–1 | 4–1 | 0–0 | 2–0 |
| Empoli         | 1–2 | 3–1 | 2–1 |     | 1–1 | 1–0 | 0–4 | 2–3 | 1–0 | 2–1 | 1–3 | 1–3 | 0–1 | 1–2 | 3–0 | 1–0 | 2–1 | 2–1 | 1–1 | 1–1 |
| Fiorentina     | 3–1 | 2–1 | 2–1 | 2–1 |     | 2–1 | 1–2 | 1–2 | 1–0 | 3–2 | 2–0 | 3–1 | 1–0 | 4–1 | 5–2 | 1–1 | 2–1 | 2–1 | 1–0 | 4–2 |
| Internazionale | 1–0 | 3–2 | 1–0 | 4–1 | 1–0 |     | 1–2 | 3–1 | 3–0 | 5–0 | 3–0 | 3–2 | 3–0 | 2–0 | 4–0 | 2–3 | 1–0 | 1–1 | 3–0 | 3–1 |
| Juventus       | 2–1 | 4–0 | 1–0 | 2–1 | 1–1 | 2–0 |     | 1–1 | 3–1 | 3–0 | 1–0 | 0–0 | 2–1 | 1–1 | 1–0 | 1–1 | 2–0 | 2–0 | 3–1 | 1–0 |
| Lazio          | 4–1 | 1–1 | 2–2 | 3–3 | 1–0 | 0–0 | 1–1 |     | 1–0 | 3–1 | 1–0 | 0–0 | 4–2 | 1–0 | 3–1 | 0–2 | 2–0 | 3–2 | 3–1 | 1–1 |
| Lecce          | 0–0 | 3–0 | 0–0 | 1–2 | 1–3 | 0–2 | 0–3 | 0–0 |     | 0–0 | 0–2 | 1–0 | 2–0 | 1–2 | 0–0 | 2–2 | 0–3 | 3–0 | 1–1 | 1–2 |
| Livorno        | 2–0 | 0–1 | 0–0 | 2–0 | 2–0 | 0–0 | 1–3 | 2–1 | 2–1 |     | 2–2 | 0–3 | 3–1 | 2–0 | 1–0 | 0–0 | 0–0 | 2–2 | 1–1 | 0–2 |
| Messina        | 1–1 | 1–0 | 2–0 | 0–3 | 2–2 | 1–2 | 2–2 | 1–1 | 2–1 | 0–0 |     | 1–3 | 0–0 | 0–1 | 1–1 | 0–2 | 1–4 | 0–0 | 3–1 | 1–1 |
| Milan          | 1–0 | 1–0 | 4–1 | 3–0 | 3–1 | 1–0 | 3–1 | 2–0 | 2–1 | 2–0 | 4–0 |     | 2–1 | 4–3 | 2–1 | 2–1 | 1–1 | 3–1 | 5–0 | 5–1 |
| Palermo        | 1–1 | 2–2 | 2–2 | 2–2 | 1–0 | 3–2 | 1–2 | 3–1 | 3–0 | 0–2 | 1–0 | 0–2 |     | 4–2 | 1–0 | 3–3 | 0–2 | 1–3 | 1–0 | 2–0 |
| Parma          | 0–0 | 1–0 | 2–1 | 1–0 | 2–4 | 1–0 | 1–2 | 1–1 | 2–0 | 2–1 | 1–1 | 2–3 | 1–1 |     | 4–0 | 0–3 | 1–1 | 1–1 | 1–1 | 1–2 |
| Reggina        | 2–0 | 3–1 | 1–3 | 0–2 | 1–1 | 0–4 | 0–2 | 1–0 | 2–0 | 1–1 | 3–0 | 1–4 | 2–2 | 2–1 |     | 0–3 | 2–1 | 1–1 | 1–2 | 2–0 |
| Roma           | 2–1 | 4–3 | 4–0 | 1–0 | 1–1 | 1–1 | 1–4 | 1–1 | 3–1 | 3–0 | 2–1 | 1–0 | 1–2 | 4–1 | 3–1 |     | 0–0 | 2–3 | 1–0 | 0–1 |
| Sampdoria      | 1–2 | 1–1 | 1–2 | 2–0 | 3–1 | 2–2 | 0–1 | 2–0 | 1–3 | 0–2 | 4–2 | 2–1 | 0–2 | 1–2 | 3–2 | 1–1 |     | 3–3 | 1–1 | 1–1 |
| Siena          | 1–1 | 2–1 | 0–1 | 1–0 | 0–2 | 0–0 | 0–3 | 2–3 | 1–2 | 0–0 | 4–2 | 0–3 | 1–2 | 2–2 | 0–0 | 0–2 | 1–0 |     | 1–0 | 2–3 |
| Treviso        | 2–2 | 1–2 | 1–2 | 1–2 | 1–3 | 0–1 | 0–0 | 0–1 | 2–1 | 0–1 | 0–0 | 0–2 | 2–2 | 0–1 | 0–1 | 0–1 | 0–2 | 0–1 |     | 2–1 |
| Udinese        | 1–1 | 2–0 | 1–1 | 1–0 | 0–0 | 0–1 | 0–1 | 3–0 | 1–2 | 0–2 | 1–0 | 0–4 | 0–0 | 2–0 | 1–2 | 1–4 | 2–0 | 1–2 | 2–2 |     |

## Thống kê

### Ghi bàn hàng đầu
Capocannoniere (cầu thủ ghi bàn hàng đầu) của mùa giải 2005–06 là Luca Toni của Fiorentina. 31 bàn thắng của anh là thành tích cao nhất kể từ khi Antonio Valentín Angelillo ghi 33 bàn cho Internazionale vào mùa giải 1958–59.
| Hạng | Cầu thủ             | Đội            | Bàn thắng |
| ---- | ------------------- | -------------- | --------- |
| 1    | Luca Toni           | Fiorentina     | 31        |
| 2    | David Trezeguet     | Juventus       | 23        |
| 3    | David Suazo         | Cagliari       | 22        |
| 4    | Cristiano Lucarelli | Livorno        | 19        |
| 4    | Francesco Tavano    | Empoli         | 19        |
| 4    | Andriy Shevchenko   | Milan          | 19        |
| 7    | Alberto Gilardino   | Milan          | 17        |
| 8    | Tommaso Rocchi      | Lazio          | 16        |
| 9    | Julio Cruz          | Internazionale | 15        |
| 9    | Francesco Totti     | Roma           | 15        |
| 11   | Kaká                | Milan          | 14        |
| 12   | Adriano             | Internazionale | 13        |
| 12   | Sergio Pellissier   | Chievo         | 13        |
| 12   | Arturo Di Napoli    | Messina        | 13        |